# Sabahattin Oğlago
Sabahattin Oğlago (* 25. Juni 1984 in Muş) ist ein ehemaliger türkischer Skilangläufer.

## Werdegang
Oğlago nahm von 2001 bis 2014 an Wettbewerben der Fédération Internationale de Ski teil. Bei den Olympischen Winterspielen 2002 in Salt Lake City belegte er den 60. Platz im Sprint. Sein bestes Ergebnis bei den nordischen Skiweltmeisterschaften 2003 im Val di Fiemme war der 56. Rang im 30-km-Massenstartrennen. Im März 2004 lief er in Pragelato sein erstes Weltcuprennen, das er mit dem 78. Platz im Sprint beendete. Bei den nordischen Skiweltmeisterschaften 2005 in Oberstdorf erreichte er den 86. Rang über 15 km Freistil. Seit 2006 nimmt er vorwiegend am Balkan Cup teil. Dabei holte er sechs Siege und belegte 2007 den zweiten Platz in der Gesamtwertung. Seine besten Platzierungen bei den Olympischen Winterspielen 2006 in Pragelato war der 55. Platz über 15 km klassisch und den 22. Platz im Teamsprint. Den 54. Platz im 30-km-Skiathlonrennen erreichte er bei den nordischen Skiweltmeisterschaften 2007 in Sapporo. Im Februar 2008 schaffte er in Otepää mit dem 62. Platz im Sprint sein bestes Weltcupeinzelergebnis. Bei den nordischen Skiweltmeisterschaften 2009 in Liberec erreichte er den 101. Platz im Sprint. Bei den Olympischen Winterspielen 2010 in Vancouver belegte er den 77. Platz über 15 km Freistil. Den 64. Rang über 15 km klassisch erreichte er bei den nordischen Skiweltmeisterschaften 2011 in Oslo. Bei den Olympischen Winterspielen 2014 in Sotschi holte er den 75. Platz im Sprint und den 71. Rang über 15 km klassisch.

## Teilnahmen an Weltmeisterschaften und Olympischen Winterspielen

### Olympische Spiele
- 2002 Salt Lake City: 60. Platz Sprint Freistil
- 2006 Turin: 22. Platz Teamsprint klassisch, 55. Platz 15 km klassisch, 65. Platz 30 km Skiathlon, 67. Platz Sprint Freistil Massenstart
- 2010 Vancouver: 77. Platz 15 km Freistil
- 2014 Sotschi: 71. Platz 15 km klassisch, 75. Platz Sprint Freistil

### Nordische Skiweltmeisterschaften
- 2003 Val di Fiemme: 56. Platz 30 km klassisch Massenstart, 61. Platz Sprint Freistil, 64. Platz 15 km klassisch, 65. Platz 2 × 10 km Doppelverfolgung
- 2005 Oberstdorf: 86. Platz 15 km Freistil
- 2007 Sapporo: 54. Platz 30 km Skiathlon, 59. Platz Sprint klassisch, 88. Platz 15 km Freistil
- 2009 Liberec: 101. Platz Sprint Freistil
- 2011 Oslo: 64. Platz 15 km klassisch

## Siege bei Continental-Cup-Rennen
| Nr. | Datum            | Ort      | Disziplin       | Serie      |
| --- | ---------------- | -------- | --------------- | ---------- |
| 1.  | 16. März 2006    | Bursa    | 10 km klassisch | Balkan-Cup |
| 2.  | 17. März 2006    | Bursa    | 15 km Freistil  | Balkan-Cup |
| 3.  | 26. Januar 2008  | Fundata  | 10 km klassisch | Balkan-Cup |
| 4.  | 17. Februar 2008 | Pigadia  | 10 km Freistil  | Balkan-Cup |
| 5.  | 21. Januar 2012  | Zlatibor | 10 km Freistil  | Balkan-Cup |
| 6.  | 22. Januar 2012  | Zlatibor | 5 km Freistil   | Balkan-Cup |